# Baja Sessions
Baja Sessions è il sesto album in studio del musicista statunitense Chris Isaak, pubblicato nel 1996.
Il disco contiene sia cover che brani originali.

## Tracce
Tutte le tracce sono di Chris Isaak, eccetto dove indicato.
1. Pretty Girls Don't Cry – 3:09
2. Back on Your Side – 3:03
3. Only the Lonely – 2:53 (Roy Orbison, Joe Melson)
4. South of the Border (Down Mexico Way) – 3:10 (Jimmy Kennedy, Michael Carr)
5. I Wonder – 2:55
6. Wrong to Love You – 3:55
7. Waiting for My Lucky Day – 2:38
8. Yellow Bird – 2:29 (Norman Luboff, Alan Bergman)
9. Two Hearts – 3:19
10. Return to Me – 2:17 (Carmen Lombardo, Danny DiMinno)
11. Dancin' – 3:57
12. Sweet Leilani – 2:16 (Harry Owens)
13. Think of Tomorrow – 2:57

Durata totale: 38:58